# Summer World University Games 2025/Teilnehmer (Frankreich)
| Gelbes Symbol für Goldmedaillen mit stilisierten Olympischen Ringen | Graues Symbol für Silbermedaillen mit stilisierten Olympischen Ringen | Braundes Symbol für Bronzemedaillen mit stilisierten Olympischen Ringen |
| ------------------------------------------------------------------- | --------------------------------------------------------------------- | ----------------------------------------------------------------------- |
| 3                                                                   | 5                                                                     | 9                                                                       |

Frankreich nahm an den Summer World University Games 2025 vom 16. bis zum 27. Juli mit 120 Athleten (58 Männer und 62 Frauen) teil.

## Medaillen

### Medaillenspiegel
| Rang   | Sportart        | Gold | Silber | Bronze | Gesamt |
| ------ | --------------- | ---- | ------ | ------ | ------ |
| 1      | Leichtathletik  | 2    | 1      | –      | 3      |
| 2      | Fechten         | 1    | 1      | 1      | 3      |
| 3      | Judo            | –    | 1      | 3      | 4      |
| 4      | Schwimmen       | –    | 1      | 1      | 2      |
| 5      | Badminton       | –    | 1      | –      | 1      |
| 6      | Beachvolleyball | –    | –      | 1      | 1      |
| 6      | Taekwondo       | –    | –      | 1      | 1      |
| 8      | Tischtennis     | –    | –      | 1      | 1      |
| 9      | Turnen          | –    | –      | 1      | 1      |
| Gesamt | Gesamt          | 3    | 5      | 9      | 17     |

### Medaillengewinner
| Name/n | Sportart        | Wettkampf            |
| --- | --------------- | -------------------- |
| Gold |                 |                      |
| Julia David-Smith | Leichtathletik  | 5000 m               |
| Arthur Gervais | Leichtathletik  | 5000 m               |
| Alice Conrad Emma Lauvray Kelly Lusinier Océane Francillonne | Fechten         | Degen Mannschaft     |
| Silber |                 |                      |
| Titouan Le Grix de la Salle | Leichtathletik  | 1500 m               |
| Mathilde Mouroux Lola Tranquille Garance Roger Kelly Lusinier | Fechten         | Säbel Mannschaft     |
| Hadrien Cargnelli Simon Lesauvage Hans-Jorris Ahibo Yoann Benezra Angel Gustan Léa Beres Chloé Devictor Doria Boursas Théophila Darbes-Takam Kaila Issoufi Dounia Nacer Célia Cancan | Judo            | Mixed Mannschaft     |
| Lison Nowaczyk | Schwimmen       | 100 m Freistil       |
| Enogat Roy | Badminton       | Herreneinzel         |
| Bronze |                 |                      |
| Hans-Jorris Ahibo | Judo            | Klasse bis 73 kg     |
| Théophila Darbes-Takam | Judo            | Klasse bis 70 kg     |
| Léa Beres | Judo            | Klasse bis 52 kg     |
| Esther Bonny | Fechten         | Florett Einzel       |
| Mathys Chouchaoui | Schwimmen       | 200 m Rücken         |
| Alisson Lapp Célia Serber Alizée Létrangé Maéva Guéry | Turnen          | Mannschaftsmehrkampf |
| Théo Lucien Bassem Amri Nahil Mehnana | Taekwondo       | Kyorugi Mannschaft   |
| Isa Cok Camille Lutz | Tischtennis     | Doppel Frauen        |
| Elouan Chouikh-Barbez Joadel Gardoque | Beachvolleyball | Männer               |

## Teilnehmer nach Sportarten

### Badminton
| Männer - Maël Cattoen - Lucas Renoir - Natan Begga - Baptiste Labarthe - Enogat Roy | Frauen - Romane Cloteaux-Foucault - Flavie Vallet |

### Basketball

#### 3×3-Basketball
| Männer - Paul Billong - Jeffté Pasquier - Louis Gibey - Rudy Ekwakwe Priso | Frauen - Lisa Dufon - Philippine Delpech - Emma Ouattara - Julia Saillard |

### Beachvolleyball
Männer
- Elouan Chouikh-Barbez / Joadel Gardoque

### Bogenschießen
| Männer - Nicolas Bernardi - Romain Viale - Jules Pedoux - Victor Bouleau - François Dubois | Frauen - Caroline Lopez - Lisa Barbelin - Victoria Sebastian - Léa Girault - Alyssia Chambraud |

### Fechten
| Männer - Nolan Wingerter - Paul Fortin - Kendrick Jean Joseph - Adrien Helmy Cocoynacq - Eliot Chagnon - Armand Spichiger - François Maruelle - Baptiste Baylac - Lucas Guilley | Frauen - Alice Conrad - Emma Lauvray - Océane Francillonne - Esther Bonny - Emma Mika - Garance Roger - Mathilde Mouroux - Lola Tranquille - Kelly Lusinier |

### Judo
| Männer - Hadrien Cargnelli - Simon Lesauvage - Hans-Jorris Ahibo - Yoann Benezra - Angel Gustan | Frauen - Léa Beres - Chloé Devictor - Doria Boursas - Théophila Darbes-Takam - Kaila Issoufi - Dounia Nacer - Célia Cancan |

### Leichtathletik
| Männer - Antonin Saint-Peyre - Thomas Termote - Titouan Le Grix de la Salle - Arthur Gervais - Jordan Terrasse - Corentin Magnou - Jean-Baptiste Bruxelle - Rémi Rougetet | Frauen - Chloé Galet - Naomi Riskwait - Julia David-Smith - Alice Séguin - Amanda Ngandu-Ntumba - Marie-Josée Bovélé Linaka |

### Rudern
| Männer - Maël Mallet (Doppelzweier) - Albin Delacommune (Doppelzweier) | Frauen - Lola Goessens (Zweier ohne Steuerfrau) - Clara Bresson (Zweier ohne Steuerfrau) |

### Schwimmen
| Männer - Mathys Chouchaoui - Jules André - Carl Aït Kaci - Pierre Largeron - Alexandre Desangles | Frauen - Lou-Anne Guiton - Lucile Tessariol - Lison Nowaczyk - Camille Tissandie |

### Taekwondo
| Männer - Mathis Alesio-Capolini - Nathan Jules - Théo Lucien - Bassem Amri - Nahil Mehnana - Pierre-Malo Tranchant - Eliott Prodhomme - Tristan Hery | Frauen - Inès Mehnana - Marie Niclin - Emna Hamadache - Imane El Moutia |

### Tennis
| Männer - William Jucha - Robinson Le Meur | Frauen - Lucie Nguyen Tan - Alice Robbe |

### Tischtennis
| Männer - Vincent Picard - Bastien Rembert | Frauen - Isa Cok - Camille Lutz - Agathe Avezou - Claire Picard |

### Turnen

#### Gerätturnen
Frauen
- Alisson Lapp
- Célia Serber
- Alizée Létrangé
- Maéva Guéry

#### Rhythmische Sportgymnastik
Frauen
- Maëna Millon

### Volleyball
Frauen
- Maëlys Agnese
- Nina Jioshvili-Ravva
- Naomy Govou
- Annelise Samson
- Kallista Jioshvili-Ravva
- Lauralee Blanc
- Sarah Coulet
- Jade Defraye
- Camille Massuel
- Judith Brunier-Balandras
- Nawelle Chouikh-Barbez
- Malia Iloai